# Kulturna ustanova
Kulturna ustanova je javna ili privatna, tržišna ili nekomercijalna ustanova određenoga pravnoga i poslovnoga subjektiviteta čija je zadaća pružanje usluga u kulturi i umjetnosti. Obuhvaćaju kazališta, muzeje, galerije, atelijere, umjetničke i etnografske zbirke, kinodvorane, gliptoteke, koncertne dvorane, operne kuće te različite izložbene, izvedbene i obrazovne prostore (pr. kulturne centre, ljetne pozornice i sl.).
One javne najčešće se uzdržavaju sredstvima iz državnoga proračuna tj. proračuna nadležnoga ministarstva (najčešće Ministarstva kulture), prodajom ulaznica i od najma prostora, dok su privatne tržišno usmjerene i kao takve ujedno i poslovni subjekti. U pravilu, radi se o subjektima tercijarnih i kvartarnih djelatnosti, u gospodarskom smislu.
Osim uslužne (izvedbene) i moguće gospodarske, imaju važnu obrazovnu i memorijalnu namjenu – kulturne su ustanove nerijetko „čuvari” nacionalnoga identiteta, običaja, materijalnog i nematerijalnog naslijeđa (baštine), ali i „kolektivna sjećanja” na važne događaje i osobe iz povijesti naroda i država.
Njihova brojnost i djelatnost pokazatelj su gospodarskoga, kulturnoga, duhovnoga, civilizacijskoga i turističkoga razvoja pojedine države ili područja.